# Stanislas de Guaita
El marquès Stanislas de Guaita   (Alteville Castle, 6 d'abril de 1861 - París, 19 de desembre de 1897) va ser un poeta, ocultista, cabalista i satanista francès del segle xix.

## Vida
Stanislas de Guaita provenia d’una família noble llombarda que s’havia establert a Alleville, Lorena, cap al 1800, on va néixer el 6 d’abril de 1861. Els seus pares eren François Paul Guaita (1825-1880) i la seva dona Amelia Marie Grandjean d'Alteville (1832-1901), neta del general napoleònic Grandjean. Es va formar a les escoles jesuïtes de Dijon i Nancy. Acompanyat del seu vell amic de l'escola, l'escriptor i polític posterior de la dreta nacional, Maurice Barrès, va anar a París. El seu amic i escriptor Catulle Mendès el va guiar cap a l'ocultisme amb les obres d'Eliphas Lévi, tema al qual es va dedicar a partir d'aquells moments. També establí una profunda amistat amb Joséphin Péladan arrel de la seva obra Le Vice Suprême (1884). La relació començaria amb un intercanvi de cartes i sessions d'estudi, però amb el temps aquesta amistat l'influiria profundament tant a nivell persona com artístic. El 1888 els dos van fundar l'Ordre Kabbalistique de la Rose-Croix.

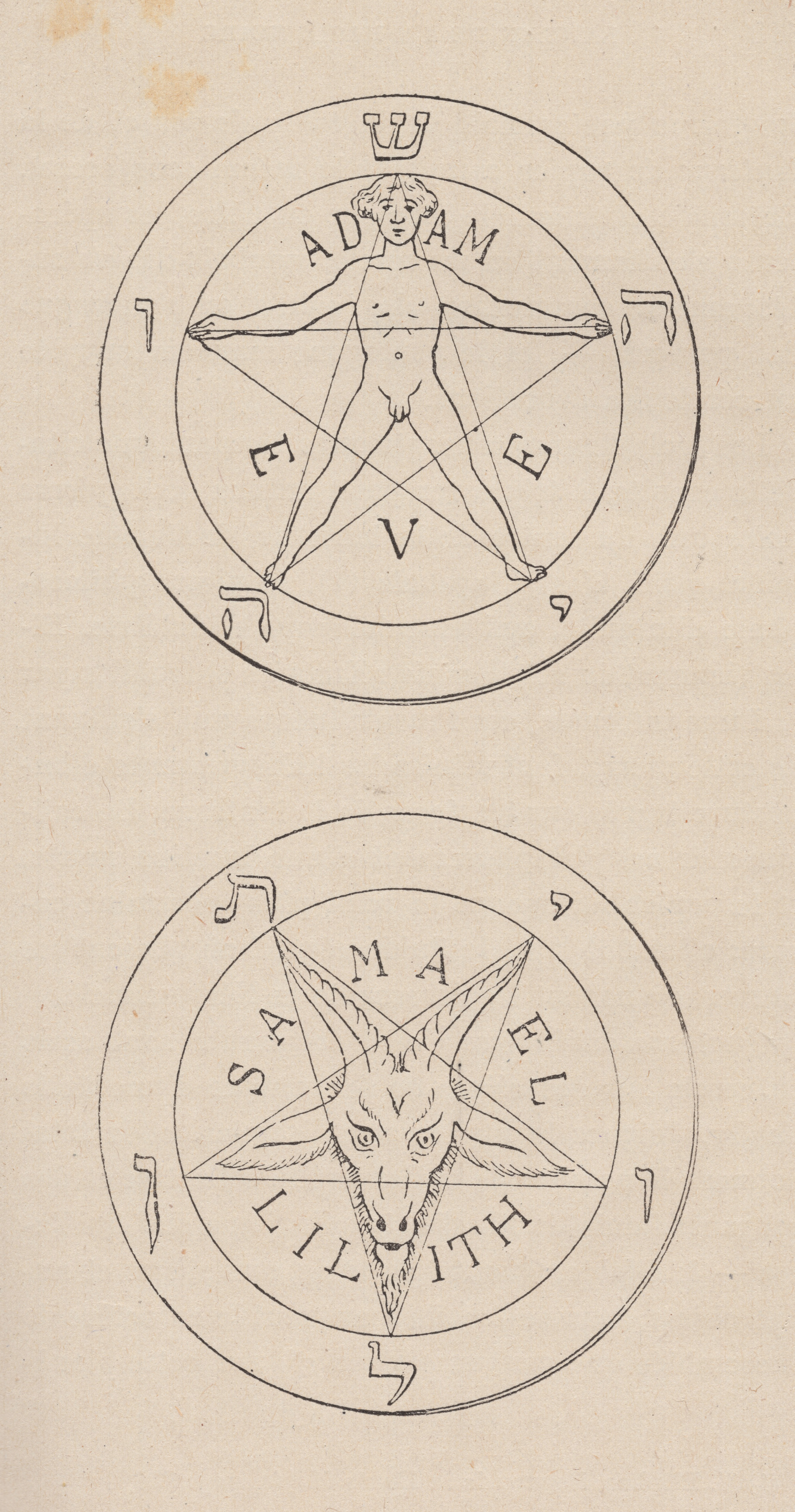
Pentacle de La Clef de la Magie Noire, 1897

## Carrera professional
De Guaita cultivà una poesia amb un marcat esperit romàntic i fosc, com es nota al seu volum de poemes La Muse noire (La Musa Negra), publicat en 1882. L'interès de De Guaita per l'ocult estava arrelat (com amb Péladan) en un rebuig ferm al racionalisme contemporani, i estava particularment inclinat cap al satanisme i la màgia negra. A La Clef de la Magie Noire (La clau de la màgia negra) va escriure: "Un es retira de la humanitat només per viure amb Déu - o amb Satanàs…".
L'apartament de De Guaita al carrer Trudaine de París, amb la seva extensa biblioteca es convertí en un lloc de trobada per a l'escena esotèrica del moment. El 1887 fundà la primera lògia de l'Ordre Martiniste amb Papus i Péladan. També va ser membre del Consell Superior de l'Orde dels Martinistes, establerta per Papus el 1891. De Guaita va dirigir l'Ordre Kabbalistique de la Rose-Croix, fundada el 1888 amb Péladan. A causa de l'orientació satànica de De Guaita, però també per les influències índies recentment afegides en l'ordre, provinents de la Societat Teosòfica Francesa, al juny de 1890 Péladan inicià una escissió de gran importància, que va desembocar en la fundació l'Ordre de la Rose-Croix Catholique amb diversos partidaris.
A través de la seva intensa preocupació per la tradició ocultista i les obres d'Eliphas Lévi, de qui es va convertir en alumne, de Guaita també va entrar en contacte amb la màgia negra. En el seu Essais de sciences maudites, publicat entre 1890 i 1896, tractava temes com el temple de Satanàs, la clau de la màgia negra i el problema del mal. En aquestes obres va justificar la màgia negra i va explicar el propòsit del mal fent referència a la llei dels contraris. El 1896 va publicar La clef de la magie noire. El 1881 es va publicar el seu primer volum de poesia, Oiseaux de Passage. El 1883 va publicar la seva obra La Muse Noire: heures de Soleil. El 1885 va seguir Rosa Mystica, cosa que el va donar a conèixer en cercles iniciàtics. Va anunciar la seva obra principal el 1886 amb el seu assaig de 32 pàgines Essais de Sciences Maudites. La primera part de la seva obra principal es va publicar el 1890 amb el títol Essais de Sciences Maudites. Au seuil du Mystère. El segon va aparèixer el 1891 amb el títol Essais de Sciences Maudites II: Le Serpent de la Genèse. El 1891 va donar a conèixer les activitats ocultes de Joseph-Antoine Boullan, que va ser llavors condemnat per activitat mèdica il·lícita.
Juntament amb el seu secretari, Oswald Wirth, va crear el conegut Tarot d'Oswald Wirth. De Guaita va afirmar poder comunicar-se amb els difunts a través de la música i l'èxtasi. Wirth va assumir l'herència espiritual de De Guaita.
De Guaita va utilitzar morfina i cocaïna i també va experimentar amb haixix. La seva mort als 36 anys només s’atribueix a una intoxicació per drogues.

## Obra
- Oiseaux de passage: rimes fantastiques, rimes d'ébène, 1881
- La Muse noire, 1882
- Rosa Mystica, 1885
- Au seuil du Mystère, 1886
- Essais de Sciences Maudites, 1886
- Essais de Sciences Maudites. Au seuil du Mystère. 1890
- Essais de Sciences Maudites II: Le Serpent de la Genèse. 1891
- Le Temple de Satan, 1891
- La Clef de la Magie Noire, 1897

## Biografies
- Maurice Barrès : Stanislas de Guaita (1861-1898): un renovateur de l'occultisme: souvenirs, Chamuel, París 1898
- André Billy: Stanislas de Guaita, Mercure de France, 1971
- Arnaud de l'Estoile: Guaita, col·lecció “Qui suis-je?”, Éditions Pardès, 2005
- René Philipon: Stanislas de Guaita et sa bibliothèque occulte, Dorbon, París 1899
- Oswald Wirth: Stanislas de Guaita, souvenirs de son secrétaire, Ed. du symbolisme, París 1935